# Opius labradorensis
Opius labradorensis är en stekelart som beskrevs av Fischer 1965. Opius labradorensis ingår i släktet Opius och familjen bracksteklar. Inga underarter finns listade i Catalogue of Life.